# Veronique Brayda
Veronique Brayda (3 agosto 1995) è una calciatrice italiana, centrocampista del Brescia.

## Carriera

### Club
Veronique Brayda, dopo aver giocato con i maschietti, cresce calcisticamente nella Nossese 1919, società calcistica ora scomparsa con sede a Ponte Nossa, nella provincia di Bergamo, con la quale si tessera e gioca fino al 2010 nel campionato di Serie D.
In quell'anno viene contattata dal Brescia che le offre l'opportunità di disputare il Campionato Primavera nazionale.
Le sue qualità le permettono di essere inserita nella rosa della prima squadra già dopo il primo anno, durante la stagione di 2011-2012, riuscendo durante la sua prima stagione in Serie A, massimo livello del campionato italiano femminile di calcio, a scendere in campo dieci volte su 26 partite segnando un gol e contribuendo alla conquista della prima Coppa Italia conquistata dalla società, sempre nella stagione 2011-2012. Con le rondinelle rimarrà una seconda stagione nella massima serie collezionando a fine campionato 2012-2013 sette presenze con due reti all'attivo.
Nell'estate 2012 decide comunque di concedersi un'opportunità di maturazione in una nuova società, e dopo aver valutato diverse opportunità ed offerte da parte di società nazionali ed estere alla fine sceglie di approdare in prestito al Mozzanica. Con la società dell'omonima cittadina del bergamasco rimane la sola difficile stagione 2013-2014, venendo impiegata 19 volte, due da titolare, riuscendo anche a siglare due reti.
Nell'estate 2014 decide di affrontare una nuova sfida accordandosi con il Franciacorta, società con sede ad Erbusco che punta al vertice del Girone B, dove è iscritta, della Serie B 2014-2015 per raggiungere la storica promozione alla massima serie. Gioca con il Franciacorta fino al termine della stagione, quando la società dichiara l'inattività svincolando le sue tesserate.
Dal 2015 sposa il progetto del Cortefranca, società del quasi omonimo centro della provincia di Brescia, ripartendo dalla Serie C regionale dalla stagione 2015-2016.
Dopo 3 anni al Cortefranca nell'estate 2018 ritorna al Brescia, nel frattempo ripartito dall'Eccellenza regionale dopo il passaggio del titolo sportivo all'A.C. Milan.

### Nazionale
Nel marzo 2013 il coordinatore delle squadre nazionali giovanili femminili Corrado Corradini la convoca nella nazionale Under-19 in occasione del secondo turno di qualificazione al campionato europeo di categoria 2013.
Il debutto internazionale avviene nei Paesi Bassi il successivo 4 aprile, nella partita giocata allo Sportpark Tanthof-Zuid di Delft contro le pari età dell'Irlanda, incontro perso dalle Azzurrine per una rete a zero. Dopo essere partita titolare e sostituita nel secondo tempo da Arianna Montecucco, durante il torneo salta la seconda partita con la Svezia, finita 2 a 2, e viene riutilizzata nella terza, persa per 2 a 0 con i Paesi Bassi sostituendo al 70' Arianna Ferrati. Con due sconfitte ed un solo pareggio l'Italia è costretta a lasciare il torneo.

## Palmarès

### Club
- Coppa Italia: 1

Brescia: 2011-2012